# آواره‌های وحشی
آواره‌های وحشی (به انگلیسی: Wild Rovers) یک فیلم وسترن آمریکایی محصول سال ۱۹۷۱ به کارگردانی بلیک ادواردز و با بازی ویلیام هولدن و رایان اونیل است.